# 언리얼 월드
언리얼 월드(UnReal World,URW)는 후기 철기시대 고대 핀란드를 배경으로 한 로그라이크류 게임이다.